# Inconscio

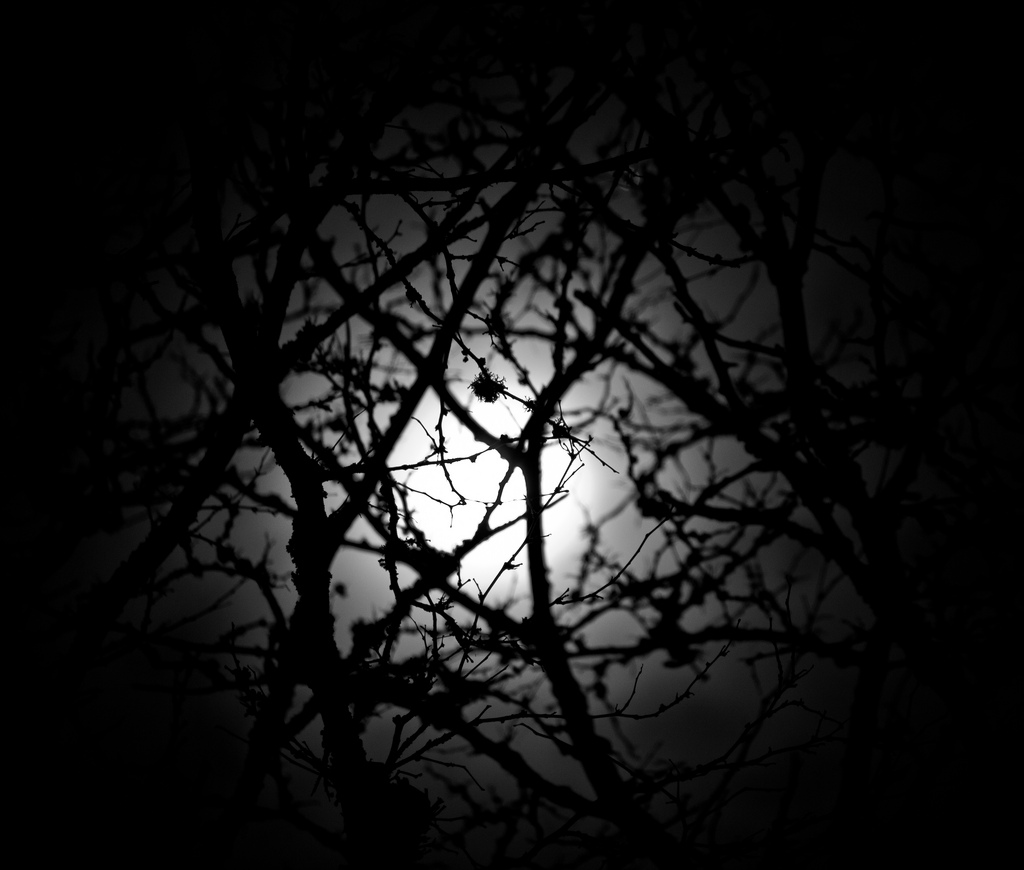
La Luna, ricorrente simbolo astrologico dell'inconscio

Il termine inconscio (Unbewusstes in tedesco) indica genericamente tutte le attività mentali che non sono presenti alla coscienza di un individuo. In senso più specifico, rappresenta quella dimensione psichica contenente pensieri, emozioni, istinti, rappresentazioni, modelli comportamentali, spesso alla base dell'agire umano, ma di cui il soggetto non è consapevole.

## Storia del concetto
Carl Gustav Jung riteneva che una psicologia dell'inconscio fosse presente sin dagli albori dell'umanità, collegata alle antiche pratiche sciamaniche dei popoli primitivi. Il termine inconscio a ogni modo è stato utilizzato come sostantivo solo a partire dall'Ottocento, mentre in precedenza veniva usato per lo più come aggettivo per denotare quei processi di pensiero nascosti alla coscienza.

### Dall'età antica a quella moderna

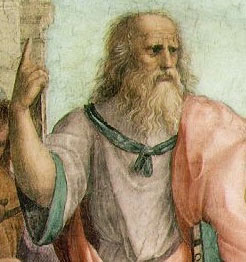
Platone

Le origini del concetto si possono rintracciare già presso gli antichi Greci, che tuttavia non conoscevano ancora un termine equivalente a quello odierno di inconscio.
Platone, rifacendosi alle dottrine religiose orfiche e pitagoriche, parlava di un sapere nascosto all'interno dell'anima umana, la quale lo aveva contemplato nel mondo iperuranio delle idee, per poi dimenticarlo dopo la sua rinascita nel corpo; si tratta di una conoscenza latente che la filosofia dovrà risvegliare con la reminiscenza o «anamnesi» (anàmnesis). Egli descrive la triste condizione dell'oblio soprattutto nel mito della caverna, dove gli uomini sono condannati a vedere soltanto le ombre del vero, e condannano i pochi illuminati che, usciti fuori dalla caverna, intendono svelare loro la luce del sole. Questo "inconscio" platonico non è da intendere in senso freudiano, ma si avvicina comunque al significato che Jung darà all'inconscio collettivo.
Anche il filosofo neoplatonico Plotino è stato ritenuto un precursore della psicologia dell'inconscio, per le sue riflessioni sui processi non coscienti dell'anima, da lui "sdoppiata" in una superiore e una inferiore, alle quali corrispondono due forme distinte di pensiero: quello intellettivo-noetico, cioè intuitivo, rivolto alla contemplazione degli archetipi (l'"inconscio") collegato all'Anima del mondo, e il pensiero logico-discorsivo che spesso coincide con quel che noi chiamiamo "conscio".
Jung sostenne che la concezione platonica dell'inconscio archetipico avesse permeato di sé anche il Medioevo e il Rinascimento, per spegnersi infine alle soglie dell'età moderna. La filosofia rinascimentale, in particolare, avrebbe rivitalizzato il patrimonio immaginifico della cultura classica, con il suo carico di simbolismi inconsci legati soprattutto all'alchimia, che il razionalismo illuminista avrebbe invece rimosso:
(Jung, Istinto e inconscio, in La psicologia dell'inconscio, trad. di Marco Cucchiarelli e Celso Balducci, Newton Compton editori, 1997, pag. 169)

### Leibniz e le "piccole percezioni"

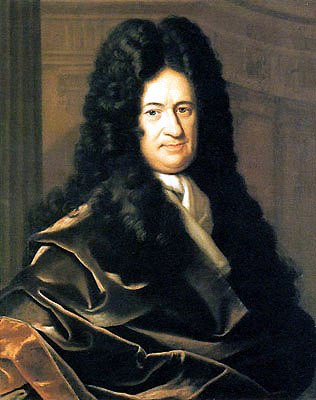
Leibniz

Il primo filosofo a evidenziare l'esistenza di percezioni inconsce è stato nell'età moderna il neoplatonico Gottfried Leibniz, in opposizione alla dottrina di Cartesio che aveva identificato la coscienza con la totalità della vita pensante. Secondo Leibniz la posizione di Cartesio era gravemente sbagliata, perché dentro di noi esistono anche pensieri di cui non siamo coscienti. Secondo Leibniz era inoltre sbagliato contrapporre la res cogitans (la cartesiana "sostanza pensante") ad una res extensa (o "sostanza materiale"), perché persino al più infimo livello dell'essere non c'è mai assenza totale di una qualche attività pensante. Non esiste una realtà che sia priva di pensiero, contrapposta allo spirito; esistono semmai infinite gradazioni di pensiero, da quello più confuso o inconscio a quello più chiaro e distinto, che è l'appercezione.
Leibniz si pose agli antipodi anche rispetto all'empirismo di Locke, che pur partendo da una prospettiva diversa da quella di Cartesio, era giunto ugualmente a concludere che esistessero solo le idee di cui abbiamo coscienza, presumendo che queste fossero un'"impronta" del mondo sensibile, un prodotto dell'esperienza che plasmerebbe la nostra mente come una tabula rasa. Leibniz fu invece un sostenitore dell'innatismo platonico della conoscenza: dentro di noi esistono già delle idee latenti, o appunto inconsce, che l'esperienza può risvegliare, ma non creare dal nulla.
Ognuno di noi infatti è una monade, secondo Leibniz, cioè un centro di rappresentazione, e quindi anche il processo della conoscenza avviene tutto al nostro interno. Percepire è diverso da accorgersi: vi sono monadi più elevate e meno elevate, cioè meno coscienti. Tra noi e una roccia c'è alla fine solo una differenza di coscienza. Ma anche in noi ci sono certamente pensieri inconsci. Leibniz affermava che noi abbiamo delle "piccole percezioni" che assimiliamo inconsciamente proprio perché sono molto piccole. E la percezione cosciente è il risultato della somma delle piccole percezioni.
(Leibniz, Nuovi Saggi, prefazione)
Così ad esempio il rumore del mare in fondo è il risultato del rumore delle piccole onde che essendo piccole percezioni noi assimiliamo inconsciamente, fino a comporre il quadro generale di cui abbiamo coscienza. Soltanto in Dio esiste il più alto grado di rappresentazione del mondo, ossia l'appercezione più chiara e distinta che è l'autocoscienza: questa riassume in sé le percezioni inconsce di tutte le altre monadi.

### L'età dell'Idealismo
L'esistenza di una zona inconscia divenne un cardine della scuola di Wolff e fu ammessa da Kant. Con l'idealismo tedesco la nozione di inconscio tornò neoplatonicamente a denotare quel mondo di finzioni che il senso comune scambia erroneamente per la realtà oggettiva al di fuori di noi, perché non si accorge di vivere in una dimensione onirica ed è incapace di destarsi.
Fichte riprese il concetto kantiano di immaginazione produttiva per indicare il modo in cui l'Io produce inconsciamente il mondo, cioè la materia o il non-io. Proprio perché è sottratta alla coscienza, la materia ci appare come altro da noi: non sappiamo che essa è la parte inconscia di noi, ce la troviamo «già data». In tal modo, Fichte riesce a rendere ragione del punto di vista del realismo, che non può essere considerato del tutto erroneo, essendo giustificato dall'azione necessaria e inconscia della stessa immaginazione produttiva. La superiorità dell'idealismo sul realismo consiste però nel fatto che il primo riesce a rendere ragione del punto di vista realistico, mentre il secondo, che presume di essere più vicino al senso comune, non sa spiegarlo. Accrescendo questa consapevolezza è possibile avvicinarsi sempre di più all'autocoscienza pura, ma è solo nell'agire etico, non certo con la semplice teoria, che l'uomo può recuperare coscienza della propria zona d'ombra, scontrandosi praticamente col limite che inconsciamente si è posto.
Schelling estese ancora di più la nozione di inconscio che in Fichte non era ancora esplicita, sostenendo che esso è la modalità con cui Dio crea il mondo in uno stato di estasi più o meno onirico. Il termine è da lui adoperato per indicare «questo eterno inconscio [...] che si nasconde... e imprime alle azioni libere la sua identità». L'inconscio è per Schelling la parte oggettivata, "pietrificata", dello Spirito, cioè la Natura. Questa è un'«intelligenza addormentata», uno «spirito in potenza», che però conserva una reminiscenza dell'Idea e mira perciò ad evolversi dai gradi inferiori verso quelli superiori, fino a diventare piena autocoscienza nell'uomo, il quale rappresenta il vertice in cui la natura può prendere finalmente coscienza di sé. Si tratta tuttavia di un processo conoscitivo che non si esaurisce mai completamente, perché anche nell'uomo permane sempre un elemento naturale che si sottrae alla comprensione. Non è dunque la ragione, ma soltanto l'arte che può cogliere appieno, nella loro compresenza, i due aspetti bipolari in cui si articola l'Assoluto: conscio e inconscio, ideale e reale, spirito e natura.
Rifacendosi a Jakob Böhme, l'ultimo Schelling affermò che anche in Dio è presente un lato oscuro e inconscio. Si tratta di un abisso profondo a partire dal quale però Dio emerge, rivelando se stesso come Persona e facendo trionfare la luce sull'oscurità. Le tenebre di per sé non sono un principio del male, ma piuttosto il fondamento a partire dal quale Dio si attua come causa sui, cioè causa di sé. È tuttavia in questo fondo oscuro che risiede la possibilità del male, che dunque non è un semplice non-essere, ma una potenzialità, che nell'uomo può diventare realtà e richiede di essere sconfitta attraverso un processo di redenzione.

### Schopenhauer e Nietzsche
Arthur Schopenhauer riteneva inconscia la volontà di vivere, una Volontà che è il principio dominatore dell'universo. L'uomo si illude con la sua coscienza di poter conoscere e ordinare il mondo secondo criteri di razionalità e moralità, ma dimentica che quest'ordine è soltanto di tipo fenomenico, deriva cioè da una sua rappresentazione, al di sotto della quale sta il noumeno, la realtà nascosta e autentica, dalla quale si fa dominare senza neppure accorgersene. Questa Volontà sfrenata e irrazionale si oggettiva dando forma alla natura e al suo stesso corpo, all'interno del quale ogni pulsione si materializza in uno specifico organo. Ritorna qui la visione neoplatonica di un atto inconscio originario dal quale ha origine la vita, la cui impossibilità di razionalizzarsi e di far rientrare totalmente l'Essere nell'Idea è causa della sofferenza. Soltanto la presa di coscienza di questa volontà inconscia, che coincide con la sua stessa auto-negazione, consente di uscire dal ciclo insensato dei desideri, morti e rinascite.
Inizialmente seguace di Schopenhauer, Nietzsche ribadiva l'esistenza di pulsioni inconsce e incontrollate che sarebbero alla base non solo dell'agire umano, ma anche di tutti quei valori della tradizione occidentale ritenuti moralmente "validi" di per sé, ma la cui vera origine sarebbe stata ottenebrata. La costruzione di questi valori risulterebbe in realtà da un espediente subdolo attuato dai più deboli per impedire, attraverso il ricatto della morale, l'affermazione degli istinti più sani e vitali degli individui. A differenza di Schopenhauer, Nietzsche invitava quindi a dare libera espressione alla propria autentica natura, con «la sua forza, il suo piacere, e la sua terribilità», liberando dalla coscienza e dalla morale i propri «antichi istinti».
Esaltando l'aspetto "dionisiaco" dell'essere umano in contrapposizione a quello riflessivo e "apollineo", Nietzsche individuava così nella volontà di potenza il principio inconscio fondamentale da cui nasce ogni azione o pensiero, che risultano non più vincolati da criteri logici di distinzione tra vero e falso, bene e male, ma hanno un'origine irrazionale e quindi inaccessibile alla coscienza.

## La nascita della psicoanalisi
(Freud, Una difficoltà della psicoanalisi (1917), in Opere, vol. VIII, pagg. 663-664, Boringhieri, Torino, 1967-1980)
Il rilievo dato alla nozione di inconscio da parte dei filosofi dell'epoca romantica contribuì alla formazione del contesto culturale in cui sarebbe sorta la psicanalisi: vi è chi riconduce la genesi di quella freudiana a Schopenhauer, e quella junghiana a Schelling. La nozione di inconscio (in tedesco Unbewusstsein) fu comunque ancora utilizzato in filosofia da Karl Robert Eduard von Hartmann per indicare il principio della sua dottrina. Egli si rifaceva ai precedenti delle "percezioni insensibili" di Gottfried Leibniz teorizzando l'esistenza di una zona inconscia nell'animo umano.
Da annoverare poi Henri Bergson, il quale, polemizzando contro il determinismo e il materialismo, affermava che la vita biologica, come del resto la coscienza, non è un semplice aggregato di elementi composti che si riproduce in maniera sempre uguale a se stessa. La vita invece è una continua e incessante creazione che nasce da un principio assolutamente semplice, non rieseguibile deliberatamente, né componibile a partire da nient'altro: esso è perciò inconscio, perché inaccessibile alla ragione discorsiva.
Freud e i successivi "psicologi del profondo" fecero quindi dell'inconscio, insieme ai concetti complementari di proiezione e rimozione che lo giustificano, il cardine del pensiero e della prassi psicoanalitica, portando questo concetto a livelli di diffusione mai raggiunti prima. In un certo senso, da questo momento tutta la storia della psicoanalisi corrisponderà ad un tentativo di articolare progressivamente una compiuta teoria della mente fondata sul costrutto teorico di inconscio.
Soltanto negli ultimi decenni si è sviluppata una concezione neuroscientifica dell'inconscio che ha reciso i legami con le congetture degli psicologi del profondo. Le scoperte e le elaborazioni della psicoanalisi hanno avuto comunque, dopo una prima forte resistenza, un grande impatto sulla nostra civiltà: non a caso il sostantivo inconscio è diventato parte del vocabolario comune, superando i limiti della terminologia tecnica della medicina.

### Considerazioni di Sigmund Freud
(Sigmund Freud)

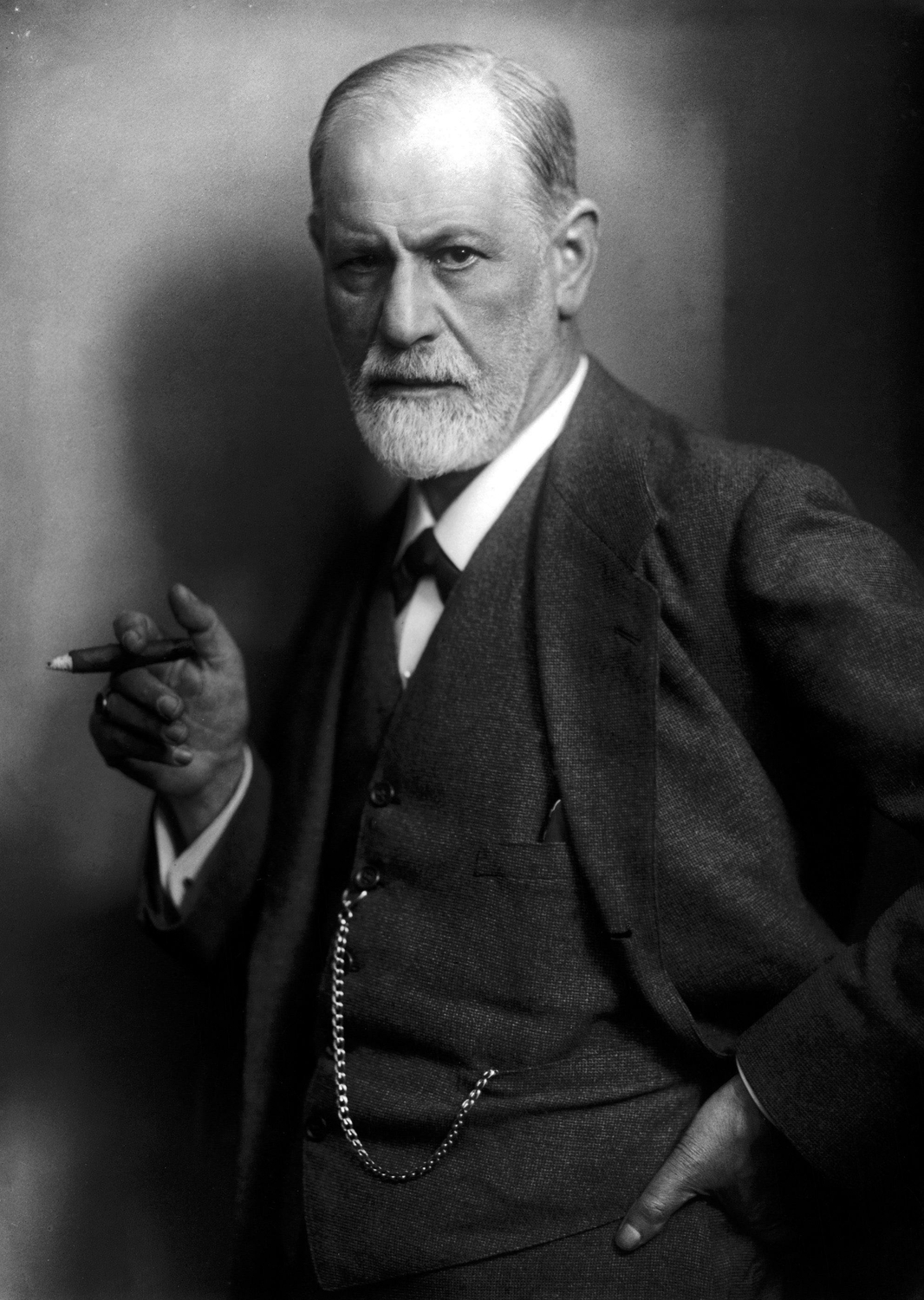
Sigmund Freud, padre della psicoanalisi.

Con il termine inconscio Freud intendeva un complesso di processi, contenuti ed impulsi che non affiorano alla coscienza del soggetto e che pertanto non sono controllabili razionalmente. Egli riferì il termine dapprima ad una parte della mente in cui si trovano i contenuti psichici rimossi, per poi passare ad indicare i contenuti stessi che possono riaffiorare nei sogni in forma simbolica, o manifestarsi come atti mancati, come i lapsus e le distrazioni. In sintesi nella nostra psiche esiste una dimensione inconscia e irrazionale, in cui si annidano una serie di istinti e desideri il cui contenuto non si manifesta a livello cosciente, ma la cui soddisfazione è necessaria, pena il manifestarsi di disturbi mentali e comportamentali più o meno gravi (nevrosi e psicosi). Il fatto che ritenesse i contenuti inconsci per lo più di natura sessuale va collegato al fatto che su questo terreno, nella sua esperienza dell'epoca, trovavano maggiormente espressione le problematiche legate al principio della polarità e dell'unità degli opposti, con i conflitti e le repressioni che esse comportavano: sarà il suo allievo Jung a convenire che la sessualità è solo un aspetto concreto di una problematica più propriamente metafisica, ma si deve comunque a Freud la scoperta che l'inconscio è sede di ogni processo psichico che debba restare inaccessibile al pensiero cosciente e comprende almeno una parte di quelli attinenti alla sfera sessuale.

Schema del modello psicoanalitico della mente, paragonata da Freud ad un iceberg: la parte emersa, che simboleggia la coscienza, è molto più piccola rispetto a quella sommersa

L'interiorità umana, quella che tradizionalmente era definita anima o psiche ed era ritenuta indistintamente la sede della razionalità, della volontà e delle emozioni, venne perciò indagata come un complesso di luoghi diversi, ciascuno dotato di una sua forza e di una sua autonomia. Era così possibile conoscere particolari aspetti della personalità soltanto percorrendo vie molto tortuose. Poteva essere quindi necessario analizzare i sogni dei pazienti o le loro manifestazioni di ansia, oppure prestare attenzione ad alcuni gesti quotidiani, o ad espressioni e modi di dire apparentemente insignificanti. L'inconscio in sostanza era una ragione, che trascendeva quella dell'Io, e che comunicava attraverso le sintomatologie la verità non consapevole. L'ottimismo terapeutico di Sigmund Freud fece dell'inconscio un luogo dotato di senso, che richiedeva un'ermeneutica, una capacità interpretativa specifica.
Più avanti, Sigmund Freud nell'illustrare il nuovo statuto dell'Io, introdusse la nuova istanza dell'Es (in latino Id), che descrisse riportando le parole di Georg Groddeck come "la forza ignota e incontrollabile da cui veniamo vissuti". Al di là della collocazione topica delle nuove istanze, il padre della psicoanalisi invitò a non considerarle quali entità separate, mettendo in guardia dal sostanzializzarle. Su queste considerazioni psicoanalisti post-freudiani si basarono per ipotizzare la possibilità di un'ereditarietà stessa dell'Es. Benché Sigmund Freud non abbia potuto scrivere nulla di assoluto in merito, è bene comunque ricordare che nelle frammentarie annotazioni che questi prese nell'estate del '38, quindi poco prima di morire, contenute sulle due facciate di un foglio considerato il suo testamento programmatico, scrisse di possibili mutamenti sull'ipotetica vestigia ereditaria dell'inconscio, e ciò indicherebbe la mancanza di uno statuto d'attinenza definitiva della psicoanalisi.
Freud riteneva che il sogno fosse una manifestazione psichica, onirica, mirata alla realizzazione di un desiderio pulsionale non realizzato nella realtà, che attingeva i propri contenuti latenti dall'inconscio.
I lapsus, le forme d'amnesia momentanea ed i falsi ricordi non sono casuali. Con la "strutturazione" Sigmund Freud ci indica che la psiche è strutturata in: Io - Es - Super-io. L'Es rappresenta l'istinto, la pulsione, completamente mutuate dall'inconscio. Il Super-io è il "precipitato" degli insegnamenti morali, sociali ed educativi, ed esita tra contenuti consci e inconsci. L'Io è il mediatore tra l'Es ed il Super-io (tra istanze pulsionali e morali).

### Considerazioni di Melanie Klein
Le definizioni secondo Melanie Klein di determinismi inconsci sono: la coscienza di una casualità od eccezionalità nei processi mentali, giacché ogni evento psichico viene determinato dagli eventi che lo hanno preceduto, in cui il fattore tempo, come lo si concepisce coscientemente, non esiste. Oltremodo, il senso di colpa che si riferisce sempre ad un evento psicologico passato, e l'angoscia che si riferisce sempre ad un evento psichico futuro.

### Jung e l'inconscio collettivo

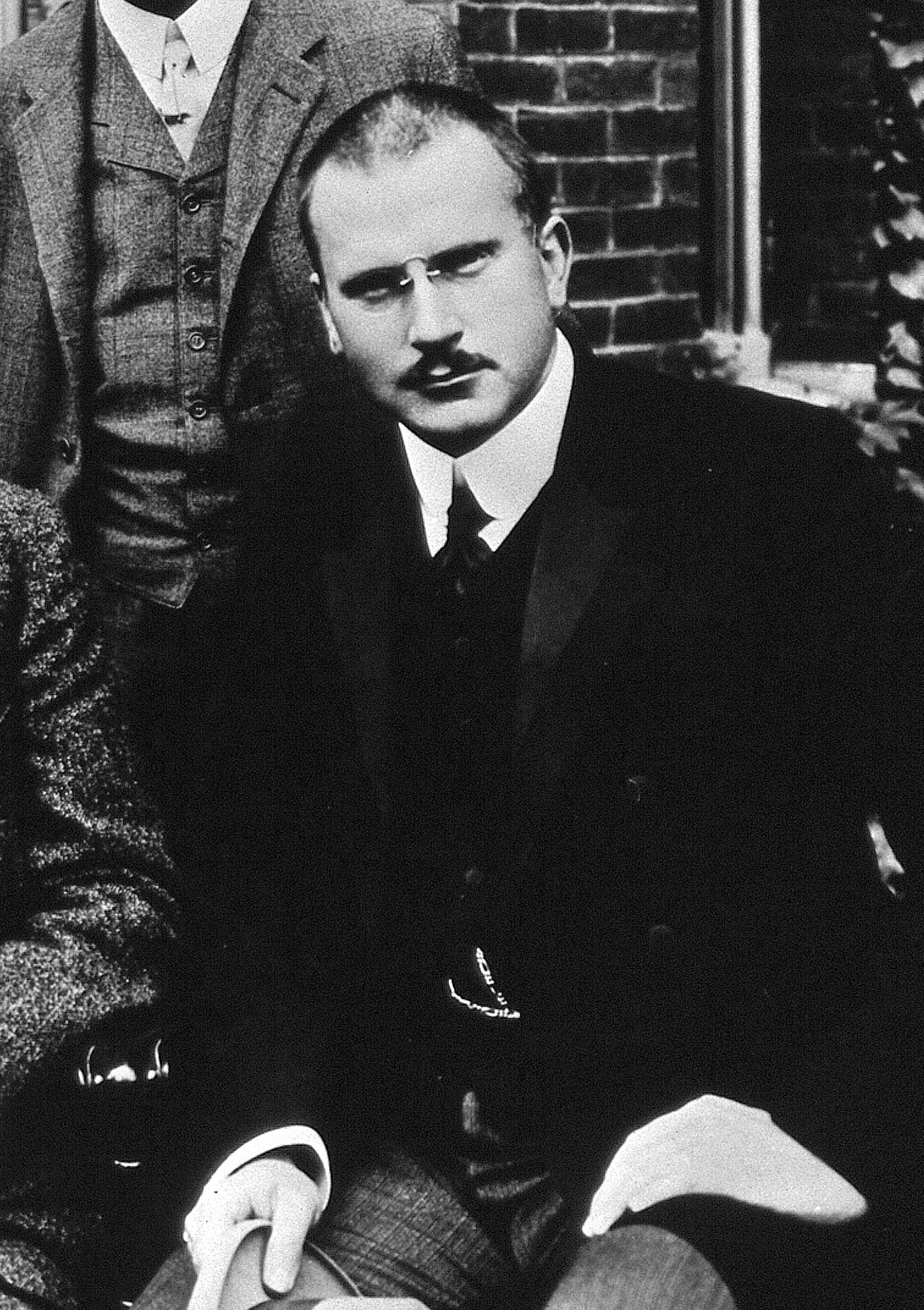
Carl Gustav Jung

Carl Gustav Jung, inizialmente allievo di Freud, ha fortemente contribuito a fare chiarezza sul concetto e sulle definizioni del termine inconscio. Nei suoi studi ha distinto l'inconscio personale, formato dalle esperienze e dai vissuti personali del singolo individuo costruiti durante la sua crescita, dall'inconscio collettivo, formato invece da costrutti e contenuti innati, che ogni individuo cioè possiede al suo interno sin dalla nascita. Con questo termine egli indica l'insieme dei contenuti psichici universali, propriamente gli archetipi, preesistenti all'individuo e legati al complessivo patrimonio della civiltà. In esso consiste la struttura della psiche dell'intera umanità.
Gli archetipi trovano il loro riferimento nel patrimonio storico-culturale di un vasto gruppo o dell'intera umanità e si presentano nei simboli onirici e nelle allucinazioni, ma anche nelle visioni dei mistici, nei riti religiosi e nelle opere d'arte.
Anche l'alchimia, a cui Jung dedicò gran parte degli scritti finali della sua vita, non sarebbe che la proiezione nel mondo materiale degli archetipi dell'inconscio collettivo, mentre il procedimento per ottenere la pietra filosofale rappresenterebbe l'itinerario psichico che conduce alla coscienza di sé ed alla liberazione dell'io dai conflitti interiori.

### Considerazioni di Wilfred Bion
I fenomeni che hanno origine dall'inconscio secondo Bion, dipendono da come si sono sedimentate le tracce di esperienze precoci che risalgono fino alla primissima infanzia e dal ruolo che in tali circostanze ha svolto la madre (o il sostituto eventuale).
Una madre adeguata alle necessità primarie del suo ruolo, secondo quest'autore, è quella che può avocare a sé gli stimoli della realtà che il figlio non è in grado di gestire, di trasformarli in forme verbali e comportamentali emotivamente connotate e mostrarli al piccolo in modi adeguati all'età, evidenti e rassicuranti, rendendogli possibile averne esperienza.
Gli stimoli esterni dell'esperienza fisica e psichica, che arrivano al bambino senza che questi sia in grado di interpretarli sono da Bion definiti "elementi beta" e descritti come analoghi a conglomerati che la psiche non è in grado di metabolizzare. Essi possono entrare a far parte dell'inconscio come oggetti malevoli e distruttivi e causare nel tempo fenomeni che vanno dal disturbo psicologico, al disadattamento fino all'alienazione in più gradi e a franche forme di allucinazione. Quando tali oggetti vengono interiorizzati dalla madre e trasformati in oggetti comprensibili - da Bion detti "elementi alfa", una volta restituiti al bambino questi può a sua volta interiorizzarli come oggetti buoni e alleati; esperienze delle quali potrà fruire inconsciamente in modo proficuo.

### Considerazioni di Jacques Lacan
Il linguaggio si suddivide tra significante e significato: il significante è il concetto, costitutivo dell'inconscio, quindi il simbolo, quello che si vorrebbe esprimere, che si forma nella mente e viene trasmesso per mezzo della comunicazione; il significato invece, sempre secondo Jacques Lacan, è ciò che viene decifrato e capito dal ricevente e, di sovente, si hanno delle vere sorprese se si cerca di capire quanto gli altri hanno compreso di ciò che noi volevamo esprimere.

### Considerazioni di Noam Chomsky
Tutto ciò che serve a manifestare all'esterno la nostra interiorità ha il nome di linguaggio, ossia linguaggio parlato, scritto e gestuale. Esso si suddivide, in termini strutturali, in una parte superficiale ed una più profonda, inconscia.
Noam Chomsky sottolinea che la parte superficiale riguarda l'organizzazione della frase, mentre la parte più profonda è attinente al substrato strutturale astratto.
Il termine subconscio, sebbene a volte usato in alternativa ad inconscio, può essere considerato piuttosto come la linea di confine tra conscio ed inconscio. In tal senso, quanto più il subconscio viene fatto diventare permeabile, tanto più esso lascia emergere intuizioni e visioni dell'inconscio, mentre per altro verso assorbe contenuti dalla coscienza per integrarli tra le abilità inconsce. La massima permeabilità del subconscio condurrebbe quindi alla fusione di conscio ed inconscio, in uno stato equivalente alla medianità o all'illuminazione.

### Considerazioni di Alfred Adler
Il termine inconscio viene utilizzato dallo psicanalista Alfred Adler per designare quegli automatismi del pensiero e del comportamento che sono stati interiorizzati al punto da non essere più riconosciuti dalla coscienza vigile. Esso quindi assume un significato più riduttivo rispetto a Freud, essendo adoperato da Adler principalmente per qualificare tali processi mentali più che per indicare una zona psichica vera e propria. Un significato analogo vi è attribuito da Karl Popper, che parla di inconscio pressoché come sinonimo di subconscio, restringendo l'ambito di validità della psicoanalisi al criterio di falsificabilità da lui assegnato alla scienza.

### Considerazioni di Viktor E. Frankl
Per Frankl non esiste un solo inconscio impulsivo, ma anche un inconscio spirituale. Nell'ambito dell'inconscio, incontriamo non solo fenomeni istintivi, ma anche spirituali.

### Inconscio cognitivo
Nel 1987 lo psicologo cognitivista J.F. Kihlstrom dell'Università di Berkeley ha introdotto il concetto di inconscio cognitivo ovvero la parte cognitiva dell'Io, che collabora con l'inconscio procedurale, responsabile della nostra memoria inconscia delle abilità motorie e percettive, e l'inconscio preconscio che attiene all'organizzazione e pianificazione.

### Inconscio adattivo
Lo psicologo cognitivista Timoty Wilson ha coniato il termine "inconscio adattivo" per identificare quella parte inconsapevole che interpreta rapidamente l'informazione tenendone traccia e che svolge una funzione importante nel processo decisionale cosciente